# Pleurotus parsonsiae
Pleurotus parsonsiae är en svampart som beskrevs av G. Stev. 1964. Pleurotus parsonsiae ingår i släktet Pleurotus och familjen musslingar.   Inga underarter finns listade i Catalogue of Life.